# جایزه فرهنگی لطیفه یارشاطر
جایزه فرهنگی لطیفه یارشاطر جایزه‌ای است که بنیاد ایرانیکا به همراه انجمن مطالعات ایرانی هر سال به یکی از کوشندگان راه فرهنگ ایران اهدا می‌کند. لطیفه یارشاطر همسر احسان یارشاطر بود که در تأسیس دانشنامه ایرانیکا با ایشان همکاری داشت. خانواده یارشاطر کتابخانه و مجموعه نفیس کتب خطی قدیمی، مجموعه عتیقه‌ها و جواهرات خود را برای تأمین مخارج دانشنامه حراج کرد.

## برندگان
- سیمین بهبهانی[۳]
- مهرانگیز کار[۴]
- کامران تلطف[۵]
- احمد کریمی حکاک
- رحیم شایگان
- نگار متحده و جینا نهایی (مشترک)[۶]
- فرزانه میلانی[۷]